# PEXQ
| QS-Informatik | Dieser Artikel wurde wegen inhaltlicher Mängel auf der Qualitätssicherungsseite der Redaktion Informatik eingetragen. Dies geschieht, um die Qualität der Artikel aus dem Themengebiet Informatik auf ein akzeptables Niveau zu bringen. Hilf mit, die inhaltlichen Mängel dieses Artikels zu beseitigen, und beteilige dich an der Diskussion! (+) |

PEXQ ist eine Sammlung von Algorithmen zur objektiven Messung der wahrgenommenen Qualität von Kommunikationskanälen und eine zugehörige Software-Suite von der Firma OPTICOM GmbH, um damit zu arbeiten. Die Algorithmen sind im Einzelnen
- Perceptual Evaluation of Audio Quality (PEAQ),
- Perceptual Evaluation of Video Quality (PEVQ),
- Perceptual Evaluation of Speech Quality (PESQ, entwickelt für Telephonverbindungen) und
- Perceptual Evaluation of Data-Download Quality (PEDQ).

Es werden im Vergleich von Ausgangsmaterial und dem Produkt, das am Ende der Übertragungskette zur Verfügung steht, verschiedene objektive Kriterien einzeln beurteilt und zu einem Mean Opinion Score (MOS) zwischen 0 (nicht wahrnehmbar) und −4 (sehr störend) für die wahrgenommene Qualität bzw. die durch das untersuchte Verfahren erzeugten Störungen gemittelt. Die Testverfahren sollen als automatische Verfahren eine kostengünstige Alternative zu aufwändigen Tests auf Basis der subjektiven Urteile von menschlichen Testpersonen darstellen. Entsprechend basieren sie jeweils auf einem Modell der menschlichen Wahrnehmung und wird die Qualität ihrer Ergebnisse im Vergleich mit den mit menschlichen Probanden erreichbaren Ergebnissen bewertet. Üblicherweise wird anhand natürlicher Signale gemessen.

## Perceptual Evaluation of Audio Quality (PEAQ)
PEAQ ist als Empfehlung BS. 1387 der Internationalen Fernmeldeunion (ITU) standardisiert. Sie wurde von der 1994 zu diesem Zweck gegründeten Arbeitsgruppe ITU-R Task Group 10/4 erarbeitet, die ihre Arbeit 1998 mit einem Vorschlag für einen Messverfahrensstandard abschloss. Der Standard wurde zuletzt im Jahr 2001 aktualisiert.
Das Verfahren arbeitet mit einem (psychoakustischen) Modell des menschlichen Gehörs mit FFT- und filterbankbasierten Teilen. Teile, die den äußeren Teil des Gehörs abbilden, basieren auf älteren Verfahren wie PERCEVAL (Perceptual Evaluation), POM (Perceptual Objective Measure) und OASE (Objective Audio Signal Evaluation).
Das Verfahren ist mit mehreren Patenten belegt und für kommerzielle Nutzung werden Lizenzgebühren erhoben. Es existieren unabhängige Implementierungen wie PQevalAudio und Peaqb, die nicht von der ITU überprüft wurden und für Lehrzwecke kostenlos verwendet werden dürfen.

## Perceptual Evaluation of Video Quality (PEVQ)
PEVQ stützt sich auf Faktoren wie Signal-Rausch-Verhältnis in Abhängigkeit von der Bewegtheit des Bildes, Bildhelligkeit und -kontrast, Verzögerung (zum Referenzsignal) und eventuell der Synchronität mit einer (optionalen) Audiospur.
PEVQ wurde unter anderen Kandidaten zur Standardisierung vorgeschlagen und nach Überprüfung durch die Video Quality Experts Group (VQEG) dann Teil der ITU-T-Empfehlung J. 247, die den internationalen Standard zur Messung wahrgenommener Video-Qualität darstellt.

## Perceptual Evaluation of Speech Quality (PESQ)
PESQ ist als Empfehlung P.862 (02/01) der ITU-T standardisiert und stellt einen weltweit angewendeten Industriestandard dar.
Es ersetzt den vorherigen ITU-T-Standard P.861 (Perceptual Speech Quality Measure, PSQM) und soll als solcher selber durch die im Entwurfsstadium befindliche Perceptual Objective Listening Quality Analysis (POLQA) ersetzt werden.